# My Little Lover
My Little Lover est un groupe de J-pop à succès qui débute en 1995, composé de la chanteuse Akko / Akiko Kobayashi (小林亜希子, née le 10 janvier 1973 à Tōkyō), le guitariste Kenji Fuji (藤井 謙二, né le 8 mars 1969), vite rejoint par le claviériste et producteur Takeshi Kobayashi (小林 武史, né le 7 juin 1959) pour leur premier album, evergreen, un succès. Akko et Kobayashi se marient en 1996, et ont un enfant, interrompant l'activité du groupe entre 1996 et 1997, puis entre 1999 et 2001 pour leur deuxième enfant. Le 10 juillet 2002 Kenji Fuji se retire du groupe, qui continue en duo.

## Discographie

### Singles
- Private eyes (1997.11.12)
- 空の下で (1998.1.21)
- DESTINY (1998.5.13)
- CRAZY LOVE／Days (1998.7.23)
- shooting star 〜シューティングスター〜 (2001.2.28)
- 日傘 〜japanese beauty〜 (2001.4.18)
- Survival (2002.9.4)
- 風と空のキリム (2004.4.28)
- り・ぼん (2006.11.8)
- あふれる (2007.3.7)
- dreamy success (2007.8.22)
- ラビリンス (2008.3.12)
- イニシャル (2008.4.9)
- 音のない世界/時のベル (2009.2.4)

### Albums
- evergreen (1995.12.5)
- PRESENTS (1998.3.4)
- NEW ADVENTURE (1998.9.2)
- The Waters (1998.12.9)
- Topics (2001.5.16)
- FANTASY (2004.1.21)
- akko (2006.12.6)
- Identity (2008.5.1)

### Compilations
- singles (2001.12.12)
- organic (2002.12.11)
- Self Collection -15 Currents- (2004.4.28)
- akko (2006.12.6)
- Identity (2008.5.1)
- acoakko (2008.10.15)